# Gary Anderson (ciclista)
Gary John Anderson, MBE (nascido em 18 de setembro de 1967) é um ex-ciclista neozelandês, natural da Grã-Bretanha. Seu foco principal foi no ciclismo de pista.

## Jogos Olímpicos
Anderson participou de quatro olimpíadas. Ele terminou em terceiro na perseguição individual de 4 km nos Jogos Olímpicos de Verão de 1992 em Barcelona, Espanha, e alcançando as seguintes colocações nos seus outros Jogos:
- Seul 1988 (Perseguição individual de 4 km): 7º
- Atlanta 1996 (Perseguição individual de 4 km): 13º
- Sydney 2000 (Perseguição individual de 4 km): 6º

## Jogos da Commonwealth
Anderson conquistou oito medalhas nos Jogos da Commonwealth, incluindo três medalhas de ouro nos Jogos da Commonwealth de 1990 em Auckland.
Anderson correu com um defeito cardíaco que poderia fazer seu coração acelerar sob estresse. Ele estava em sua melhor forma antes dos Jogos da Commonwealth de 1998 em Kuala Lumpur, mas foi ferido em um acidente e, em vez disso, comentou para a Television New Zealand (TVNZ).